# Назаров, Павел Николаевич
Па́вел Никола́евич Наза́ров (23 февраля (7 марта) 1908, деревня Степаново, Касимовский уезд, Рязанская губерния — 6 марта 2000, Санкт-Петербург, Россия) — советский военный деятель, генерал-майор танковых войск (8.08.1955).

## Начальная биография
Павел Николаевич Назаров родился 23 февраля 1908 года в деревне Степаново ныне Касимовского района Рязанской области.

## Военная служба

### Довоенное время
В октябре 1927 года был призван в ряды РККА и направлен на учёбу в Объединённую военную школу имени ВЦИК, после окончания которой в мае 1930 года был направлен в 32-й стрелковый полк (11-я стрелковая дивизия, Ленинградский военный округ), где служил на должностях командира взвода, роты ПВО и стрелковой роты.
В апреле 1933 года был направлен в 33-ю стрелково-пулемётную бригаду, дислоцированную в Петергофе, где служил на должностях командира роты, начальника школы младшего начсостава и начальника 2-й части штаба бригады.
В мае 1936 года был направлен на учёбу на курсы военных переводчиков при разведывательном отделе штаба Ленинградского военного округа, которые закончил в июне 1937 года.
В апреле 1938 года был назначен на должность помощника начальника погранично-разведывательного пункта разведывательного отдела штаба Ленинградского военного округа, а в октябре того же года был направлен на учёбу в Военную академию имени М. В. Фрунзе, после окончания которой в феврале 1940 года был назначен на должность помощника начальника отделения оперативного отдела штаба 9-й армии (Северо-Западный фронт), после чего принимал участие в боевых действиях на ухтинском и ребольском направлениях в ходе советско-финской войны.
В апреле 1940 года был назначен на должность помощника начальника отделения оперативного отдела штаба 11-й армии (Белорусский военный округ), после чего принимал участие в ходе присоединения Прибалтики. В ноябре того же года был назначен на должность старшего помощника начальника 1-го отделения оперативного отдела штаба Прибалтийского военного округа.

### Великая Отечественная война
С началом войны Назаров находился на прежней должности на Северо-Западном фронте, принимал участие в боевых действиях во время приграничного сражения, а затем — в оборонительных боевых действиях на территории Прибалтики и на новгородском направлении.
В мае 1942 года был назначен на должность командира 37-й стрелковой бригады, которая принимала участие в ходе Демянской операции. В сентябре того же года был назначен на должность заместителя начальника оперативного отдела штаба 11-й армии, которая принимала участие в боевых действиях во время Демянских операций 1942 и 1943 годов.
В июне 1943 года был назначен на должность начальника штаба 53-го стрелкового корпуса, который участвовал в ходе Орловской, Брянской, Гомельско-Речицкой, Белорусской наступательных операций. В период с 7 июня по 3 июля 1943 года Назаров исполнял должность командира этого же корпуса, который формировался в составе 11-й армии в резерве Ставки Верховного Главнокомандования.
В июле 1944 года был назначен на должность начальника штаба 114-го стрелкового корпуса, а в сентябре того же года — на должность начальника штаба 129-го стрелкового корпуса, который вскоре принимал участие в боевых действиях на левом берегу р. Одер, в ходе Берлинской наступательной операции и в последующих наступательных боевых действиях до р. Эльба.

### Послевоенная карьера
После окончания войны находился на прежней должности.
В феврале 1946 года был направлен на учёбу в Высшую военную академию имени К. Е. Ворошилова, после окончания которой в марте 1948 года был назначен на должность начальника оперативного отдела штаба 5-й гвардейской механизированной армии (Белорусский военный округ), в октябре 1954 года — на должность начальника штаба этой же армии, в мае 1957 года — на должность начальника штаба 5-й гвардейской танковой армии, а в декабре 1960 года — на должность начальника кафедры оперативно-тактической подготовки Военной академии связи имени С. М. Будённого.
Генерал-майор танковых войск Павел Николаевич Назаров в октябре 1968 года вышел в запас. Умер 6 марта 2000 года в Санкт-Петербурге. Похоронен на Волковском кладбище.

## Награды
- Два ордена Ленина;
- Два ордена Красного Знамени;
- Орден Суворова 2 степени;
- Два ордена Отечественной войны 1 степени;
- Три ордена Красной Звезды;
- Медали;
- Иностранные орден и медали.